# Philodendron erubescens
Espèce
Philodendron erubescens est une espèce de plantes du genre Philodendron, de la famille des Aracées originaire de Colombie. En français, il porte le nom de philodendron à feuilles rouges ou de philodendron rougissant. Plusieurs variétés de cette espèce sont cultivées comme des plantes d'intérieur.

## Caractéristiques
Ce philodendron est une plante grimpante. Les tiges sont rouge pourpes quand elles sont jeunes. Les feuilles peuvent atteindre 40 cm de largeur. Elle sont de forme ovale, légèrement sagittées ou cordées. La surface de la feuilles et verte foncée et luisante. Le dessous est la feuilles est généralement pourpre ou cuivré.

## Écologie
Cette plante est originaire de Colombie. Elle se développe dans le biome tropical humide.

## Agriculture et horticulture
De nombreux cultivars issus de cette espèce sont commercialisées pour la culture comme plantes d'appartement.

### Cultivars[1]
- 'Burgundy' : Feuillage teinté de rouge, nervures bourgogne, pétioles écarlates. Feuilles 30 cm de longueur.
- 'Imperial Red': Feuillage foncé, pourpre à rouge.
- 'Red Emerald': Feuilles allongées, vertes foncées. Nervures rouges sous la feuille.